# Genealogie van het geslacht Elias, Faas Elias en Witsen Elias
De Genealogie van het geslacht Elias, Faas Elias en Witsen Elias is een publicatie van Johan E. Elias over zijn geslacht Elias uit 1942.

## Geschiedenis
Johan E. Elias was een befaamd genealoog die vooral bekend werd door zijn opus magnum De vroedschap van Amsterdam 1578-1795 dat verscheen in 1903-1905. Zijn eigen familie maakte deel uit van dat Amsterdamse regentenpatriciaat. In 1937 publiceerde hij over zijn familie De geschiedenis van een Amsterdamsche regentenfamilie. Het geslacht Elias. Dat ging vooral over de Amsterdamse regenten uit de 17e en 18e eeuw. Dit werk uit 1942 was, volgens de voorrede van Elias, een complement op het boek uit 1937 en concentreerde zich op de leden van het geslacht uit de 19e en 20e eeuw. In het werk wordt dan ook geregeld verwezen naar het werk uit 1937.

## Inhoud
Elias was erin geslaagd zijn voorgeslacht op te voeren tot een omstreeks 1350 geboren voorvader. Nakomelingen werden bestuurders van Amsterdam en gingen tot het regentenpatriciaat van Amsterdam behoren. Vanaf 1815 werden, om die reden, leden van het geslacht verheven in de Nederlandse adel; verheffing van leden van het geslacht vond plaats in 1815 en vervolgens tussen 1890 en 1929. De auteur zelf liet zich, anders dan zijn broer, niet verheffen.
Het werk geeft een overzicht van de leden van het geslacht vanaf de stamvader. Het betreft zowel de adellijke als niet-adellijke takken. Ook buitenechtelijke, maar later gewettigde leden van het geslacht komen aan de orde, zoals het nageslacht van Gerbrand Elias (1792-1847) die in 1833 trouwde met Neeltje Roemer (1795-1841) met wie hij voor het huwelijk al twee kinderen had.

## Uitgave
Het boek werd uitgegeven door de uitgeverij Van Gorcum te Assen als eerste deel in de serie Van Gorcum's Nederlandsch familiearchief. Deze uitgeverij werd toen geleid door de uitgevers G.A. Hak en H.J. Prakke. Er bestaan drie edities: een ingenaaide, een in linnen gebonden en een luxe, in halfleer gebonden. Deze laatste, waarvan blijkens het colofon 37 exemplaren bestaan, zijn gedrukt op Oud-Hollandsch papier Van Gelder Zonen, en op de pers genummerd van 1 tot 37. Het eerste luxe exemplaar was bestemd voor de auteur, de exemplaren 2 tot 32 voor de intekenaren (vooral leden van de familie Elias) en nummers 36 en 37 voor de beide uitgevers (Hak en Prakke); alle exemplaren werden op naam gedrukt, met uitzondering van de nummers 33, 34 en 35. De luxe editie draagt zowel op het voorplat als op de rugtitel het geslachtswapen in goud gestempeld.